# لويز فيليبي (لاعب كرة قدم)
لويز فيليبي (بالبرتغالية: Luiz Felipe do Nascimento dos Santos‏) (9 سبتمبر 1993 في البرازيل - ) هو لاعب كرة قدم برازيلي في مركز الدفاع. لعب مع نادي بارانا ونادي سانتوس وDuque de Caxias Futebol Clube ‏ ونادي كاشياس دو سول وFC Cascavel ‏.

## وصلات خارجية
- لويز فيليبي (لاعب كرة قدم) على موقع قاعدة بيانات كرة القدم.إي يو (الإنجليزية)
- لويز فيليبي (لاعب كرة قدم) على موقع Soccerway.com (الإنجليزية)